# The Adventures of American Joe
The Adventures of American Joe è un cortometraggio muto del 1912 diretto da George Melford. Prodotto dalla Kalem Company e interpretato da Carlyle Blackwell e Alice Joyce, il film uscì nelle sale il 17 aprile 1912.

## Trama
Trama e critica su Stanford.edu

## Produzione
Il film fu prodotto dalla Kalem Company.

## Distribuzione
Il film - un cortometraggio in una bobina - uscì nelle sale il 17 aprile 1912, distribuito dalla General Film Company.